# 江鳳彝
江鳳彝（？—？），字秬江，一作秬香，晚號盥道老人，清朝錢塘（今杭州）人。
父江清曾任泰安知县。生卒年不詳。嘉慶三年（1798年）舉人，任泰安知縣。擅书法，工篆隶，嗜金石。乾隆五十八年（1793年）访得孫夫人碑，由黃易繪〈新甫得碑圖〉，拓以传世。碑石移新泰县学。後辭官歸里。晚年以鬻書自給，遂鬱鬱以終。